# Sint-Gertrudiskerk (Ossendrecht)

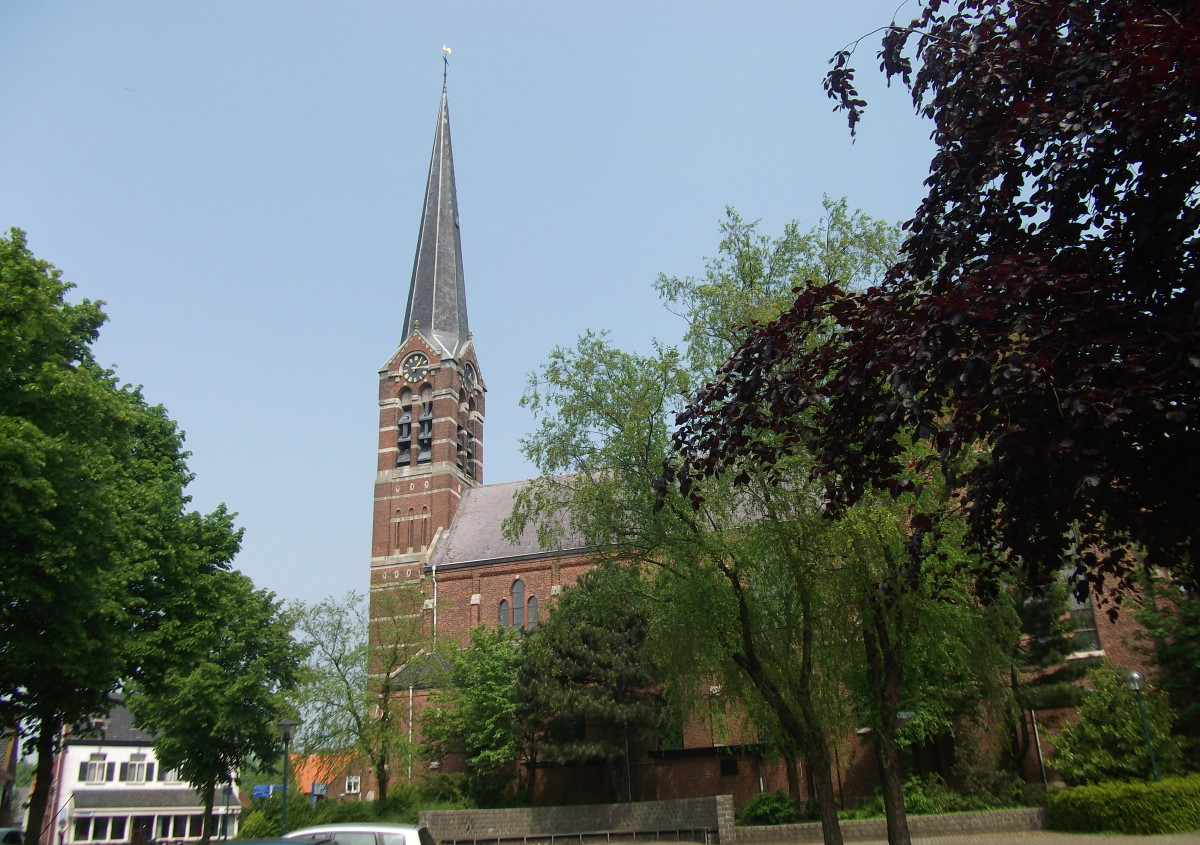
Sint-Gertrudiskerk

De Sint-Gertrudiskerk is de parochiekerk van Ossendrecht. Deze bevindt zich aan Dorpsstraat 1.
Reeds in de middeleeuwen bezat Ossendrecht een kapel, die zich boven op de steilrand van de Brabantse Wal bevond. Van 1648-1796 bevond deze kerk zich in protestantse handen, waarna ze weer aan de katholieken kwam. De eredienst werd vanaf 1801 weer verzorgd door de parochie van Hoogerheide. De hervormden kregen omstreeks 1810 hun eigen kerk. In 1842 splitste Ossendrecht zich als zelfstandige parochie van Hoogerheide af.
In 1897 werd een nieuwe, neogotische, Sint-Gertrudiskerk gebouwd, waartoe het oude kerkje gesloopt werd. Architect was Petrus Johannes van Genk. Het is een driebeukige kruisbasiliek met westtoren en vieringtorentje. In 1937 werd een nieuwe pastorie gebouwd aan Dorpsstraat 7. Ten gevolge van de liturgiehervormingen werd in 1965 het kerkinterieur geheel vernieuwd. In 2010 vond een restauratie van het kerkgebouw plaats.
In 1844 verkreeg de pas opgerichte parochie een reliek van de Heilige Apolonia. Sindsdien was er een betrekkelijk bescheiden verering van de reliek en de heilige, die omstreeks 1955 tot een einde kwam.